# Gérôme Branquart
Gérôme Branquart, né le 13 août 1980 à Croix (Nord), est un joueur français de hockey sur gazon. 

## Carrière
Après avoir joué au Wattignies Hockey Club en catégories jeunes (plusieurs titres de champion de France) et en senior (deux finales de Championnat de France en Salle perdues contre le rival, le Lille Métropole Hockey Club), il est parti jouer au Saint-Germain-en-Laye Hockey Club (Yvelines) en 2000 avec lequel il est notamment champion de France en 2013. Il avait déjà été champion de France de hockey sur gazon et vainqueur de la Coupe de France en 2006 et 2007 (doublés), avec ce même club.
International français (environ 90 sélections), il est vainqueur de la Celtic Cup à Édimbourg en 2005 (et 2e de la compétition en 2002 à Cardiff).